# 工藤杏
工藤 杏（くどう あん、1月23日 - ）は、日本の女優、アイドル。

## 略歴
1999年4月から2000年3月にかけて声優ユニット企画KiraKira☆メロディ学園の1期生（当時の芸名は新舞りあす）として活動していた、出席番号は3番。
NHK大河ドラマ『元禄繚乱』に振袖新造役で、『バトル・ロワイアルII 鎮魂歌』に新見麗奈役で出演。テレビ東京系『ヴィーナスエンジェル』『妄想ビーム』等に出演。その後、グラビアアイドル・撮影会モデルとして活躍。
かつてはコスプレアイドルとして活動しており、当時は身長とほぼ同じぐらいまで髪を伸ばしていた。
バスDEデビューという企画で、自分の顔がラッピングされたバスが2005年12月1日より東京⇔大阪間を運行中。
所属事務所はビッグファイタープロジェクト（業務委託）、ソニーミュージックを経て、現在はフリー。
2020年11月9日のブログで、「新しい生活に馴染むのに精一杯」と記載され、その後の記事では芸能活動には触れられていないため、芸能活動を休止中とみられるが詳細は不明。

## 出演

### 映画
- バトル・ロワイアルII 鎮魂歌（2003年、新見麗奈）
- スケバン刑事 コードネーム=麻宮サキ（2006年、ちー）
- 完全なる飼育 メイド、for you（2010年、まぃまぃ〈田代麻衣〉）
- 銀の鈴〜対馬丸より、今を生きる君たちへ〜（前原雪代）

### テレビドラマ
- 元禄繚乱（1999年、振袖新造）

### テレビ番組
- ヴィーナスエンジェル（テレビ東京）
- 妄想ビーム（テレビ東京）
- サブトレ＠deep（tvk）
- サブドル＠deep（tvk）
- アイドル@deep（tvk）
- スーパージョッキー（日本テレビ）

### 声優
- PCゲーム あすは恋して（2000年、大村鈴）
- テレビアニメ がくえんゆーとぴあ まなびストレート!（2007年、女子）
- 妄想ボイスCDシリーズ第9段 チューCD〜キスの達人〜

## その他
- 角川書店 月刊少年エース（『新世紀エヴァンゲリオン』綾波レイ イメージガールグランプリ）